# Sebudi
Sebudi is een bestuurslaag in het regentschap Karangasem van de provincie Bali, Indonesië. Sebudi telt 5302 inwoners (volkstelling 2010).